# برت بر
ویلیام برت بر (انگلیسی: Bret Baier؛ زادهٔ ۴ اوت ۱۹۷۰) روزنامه‌نگار، نویسنده و گوینده اخبار اهل ایالات متحده آمریکا است. او مجری برنامه «گزارش ویژه» در فاکس نیوز است و همچنین نویسنده چند کتاب از جمله «سه روز در مسکو» بوده‌است.